# AC 바르네체아

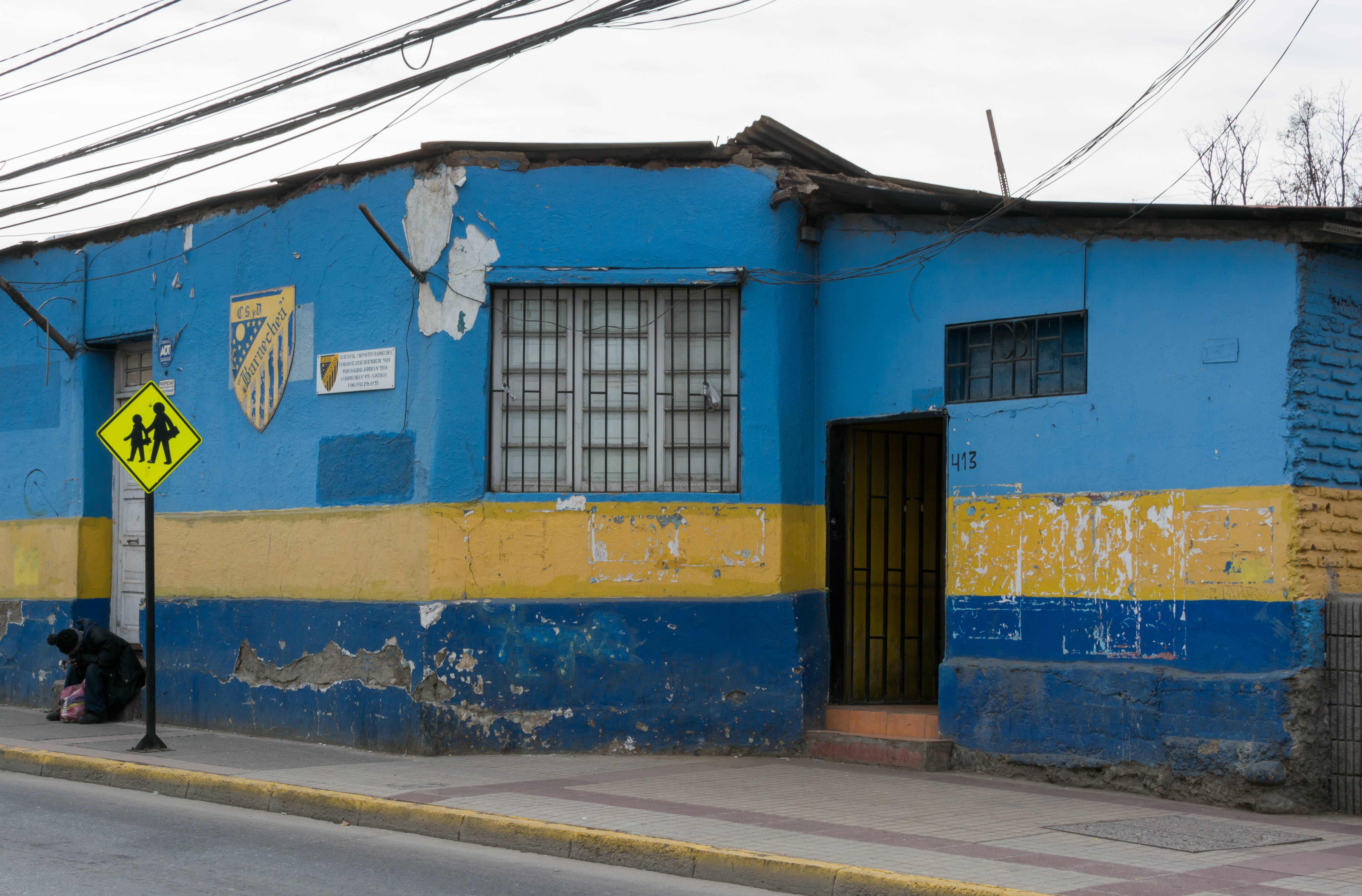

AC 바르네체아(A.C. Barnechea)는 칠레에 있는 로바르네체아를 연고로 하는 축구팀이다. 이 팀은 1929년에 창단하였다.

## 선수 명단

### 현역
참고: FIFA 자격 규정에 따라 소속된 국가대표팀 국기를 표시합니다. 선수는 복수의 FIFA 비회원국 국적을 가지고 있을 수 있습니다.
| 번호 | 포지션 | 국적 | 이름            |
| ---- | ------ | ---- | --------------- |
| 11   | FW     |      | 스티븐 알메이다 |

| 번호 | 포지션 | 국적 | 이름 |
| ---- | ------ | ---- | ---- |